# Zomus bagnallii
Zomus bagnallii är en spindeldjursart som beskrevs av Paul Reddell och James Cokendolpher 1995. Zomus bagnallii ingår i släktet Zomus och familjen Hubbardiidae. Inga underarter finns listade i Catalogue of Life.